# Scopula rubriceps
Scopula rubriceps är en fjärilsart som beskrevs av W. Warren 1905. Scopula rubriceps ingår i släktet Scopula och familjen mätare. Inga underarter finns listade.